# Terapeutisk kloning
Terapeutisk kloning er kloning af celler til brug ved behandling af sygdomme. Det står i modsætning til reproduktiv kloning, hvor et nyt, klonet væsen skabes. Terapeutisk kloning kan bruges til at danne stamceller og dyrke væv eller organer, som evt. kan implanteres i det væsen, hvis celler oprindeligt blev klonet.